# Hal Geer
Hal Geer (Oronogo, Misuri, 13 de septiembre de 1916-26 de enero de 2017) fue un productor y director de cine estadounidense, que se destaca por su asociación con la franquicia Looney Tunes.

## Carrera militar
Antes de su carrera en la industria del entretenimiento, Geer sirvió como camarógrafo de combate con la 16 Unidad de cámara de combate, a la que se incorporó sólo dos semanas después del ataque a Pearl Harbor. 
Como sargento participó en varios proyectos importantes, incluyendo la película documental China Crisis, recibió un encargo de campo a teniente, y participó en 86 misiones de combate durante la Segunda Guerra Mundial. 
Permaneció en la Reserva del Ejército durante 24 años, alcanzando el rango de comandante. Además de sus funciones de vuelo, también trabajó como camarógrafo de noticiarios durante la guerra, y su experiencia en este trabajo le ayudó a conseguir un puesto en el departamento de efectos especiales en Warner Bros. después de la guerra.

## Carrera cinematográfica

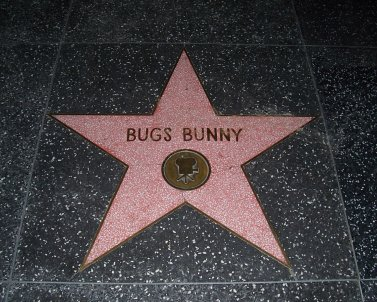
La estrella de Bugs Bunny en el Paseo de la fama de Hollywood.

Posteriormente trabajó en The Walt Disney Company desde 1950 hasta 1955, también en el departamento de efectos especiales.
Después de su empleo en Disney, Geer trabajó en una serie de empresas de producción independientes antes de ser llevado de vuelta a Warner Bros. por el productor William L. Hendricks en 1967, iniciando una asociación de veinte años con Looney Tunes. 
Inicialmente se desempeñó como editor de cine (que en la industria de la animación significa "editor de efectos de sonido") en los dibujos de Looney Tunes y Merrie Melodies, que duró hasta 1969, cuando Warner Bros. cesó la producción de sus cortos cinematográficos. Sin embargo, Geer continuó en la compañía con el fin de ayudar en la producción del programa de televisión The Bugs Bunny Show, y donde finalmente fue ascendido a coproductor del programa en 1975. Después del retiro de Hendricks dos años más tarde, Geer ocupó su posición y se convirtió en el jefe de facto de la serie Looney Tunes.
En 1980, Warner Bros. oficialmente re-estableció su estudio de dibujos animados como Warner Bros. Animation, con Geer instalado como primer jefe. Pronto se le unió el veterano director de Looney Tunes, Friz Freleng, y juntos produjeron una serie de películas de compilación y especiales de televisión, incluyendo The Looney Looney Looney Bugs Bunny Movie y Bugs Bunny's 3rd Movie: 1001 Rabbit Tales. 
Durante su administración en el nuevo estudio de animación, Geer encabezó una campaña para dar a Bugs Bunny su propia estrella en el Paseo de la Fama de Hollywood, que le fue concedida en 1985.

## Carrera posterior
Geer se retiró tanto de Warner Bros. como de la industria del cine en 1987, y posteriormente inició una carrera dando conferencias a bordo de buques de crucero.